# Shangrilaia nana
Shangrilaia nana är en korsblommig växtart som beskrevs av Al-shehbaz, J.P. Yue och Hang Sun. Shangrilaia nana ingår i släktet Shangrilaia och familjen korsblommiga växter. Inga underarter finns listade i Catalogue of Life.